# Frank Fisher
Franklyn Wood „Frank” Fisher (ur. 16 maja 1907 w Bailieboro, zm. 23 kwietnia 1983 w Toronto) – kanadyjski hokeista, złoty medalista zimowych igrzysk olimpijskich w Sankt Moritz.